# Dungeon Magazine
Dungeon, ursprungligen Dungeon Adventures är en amerikansk tidning som riktar sig till personer som spelar rollspel, främst Dungeons and Dragons. Den publicerades för första gången år 1986 av TSR och gavs då ut två gånger i månaden. År 2003 började Paizo Publishing ge ut den varje månad. Tidningen slutade tryckas i september 2007, med nummer 150 som den sista utgåvan, på grund av att Wizards of the Coast drog tillbaka Paizo Publishings licens för att ge ut tidningen och dess systertidning, Dragon. Den ges sedan 2008 ut online av Wizards of the Coast.
Tidningen innehåller främst rollspelsäventyr till D&D, men även andra artiklar som ger tips och råd till  spelledare (en: dungeon master).